# Liste des jardins portant le label Jardin remarquable en région Occitanie
Cet article recense les jardins possédant le label « jardin remarquable » en Occitanie, en France.
Au début 2024, la région compte 43 jardins ainsi labellisés.

## Liste
| Jardin                                        | Département         | Commune                    | Année | Coordonnées                 | Photo |
| --------------------------------------------- | ------------------- | -------------------------- | ----- | --------------------------- | ----- |
| Parc aux Bambous                              | Ariège              | Lapenne                    | 2006  | 43° 08′ 50″ N, 1° 43′ 52″ E |       |
| Jardin de l'abbaye de Combelongue             | Ariège              | Rimont                     | 2013  | 42° 59′ 14″ N, 1° 16′ 38″ E |       |
| Jardin de l'abbaye Sainte-Marie de Fontfroide | Aude                | Narbonne                   | 2012  | 43° 07′ 39″ N, 2° 53′ 53″ E |       |
| Parc et jardin du château de Pennautier       | Aude                | Pennautier                 | 2017  | 43° 14′ 42″ N, 2° 19′ 07″ E |       |
| Jardin du château de Bournazel                | Aveyron             | Bournazel                  | 2015  | 44° 26′ 47″ N, 2° 18′ 09″ E |       |
| Jardin de la Mothe                            | Aveyron             | Salles-Courbatiès          | 2013  | 44° 28′ 18″ N, 2° 04′ 41″ E |       |
| Jardin du Tomple                              | Gard                | Concoules                  | 2004  | 44° 22′ 39″ N, 3° 56′ 52″ E |       |
| Bambouseraie en Cévennes                      | Gard                | Générargues                | 2006  | 44° 04′ 28″ N, 3° 58′ 47″ E |       |
| Jardin de Mazet                               | Gard                | Monoblet                   | 2012  | 43° 59′ 59″ N, 3° 53′ 15″ E |       |
| Jardins de la Fontaine                        | Gard                | Nîmes                      | 2004  | 43° 49′ 54″ N, 4° 21′ 07″ E |       |
| Jardin du Mas de l'Abri                       | Gard                | Ponteils-et-Brésis         | 2004  | 44° 24′ 19″ N, 3° 57′ 48″ E |       |
| Jardin des Sambucs                            | Gard                | Saint-André-de-Majencoules | 2004  | 44° 01′ 18″ N, 3° 40′ 33″ E |       |
| Jardin des Oules                              | Gard                | Saint-Victor-des-Oules     | 2015  | 44° 02′ 28″ N, 4° 29′ 03″ E |       |
| Jardin de l'ancienne abbaye Saint-André       | Gard                | Villeneuve-lès-Avignon     | 2015  | 43° 57′ 52″ N, 4° 47′ 56″ E |       |
| Square Jérôme-Cuzin                           | Gers                | Auch                       | 2022  | 43° 38′ 49″ N, 0° 34′ 55″ E |       |
| Palmeraie du Sarthou                          | Gers                | Bétous                     | 2006  | 43° 42′ 51″ N, 0° 01′ 57″ E |       |
| Jardin et arboretum de Coursiana              | Gers                | La Romieu                  | 2006  | 43° 58′ 53″ N, 0° 29′ 57″ E |       |
| Jardin d'En Galinou                           | Haute-Garonne       | Caraman                    | 2015  | 43° 31′ 17″ N, 1° 44′ 13″ E |       |
| Parc du château de Merville                   | Haute-Garonne       | Merville                   | 2004  | 43° 43′ 09″ N, 1° 18′ 01″ E |       |
| Jardin du Grand Rond et jardin royal          | Haute-Garonne       | Toulouse                   | 2015  | 43° 35′ 47″ N, 1° 26′ 50″ E |       |
| Jardin japonais de Compans-Cafarelli          | Haute-Garonne       | Toulouse                   | 2006  | 43° 35′ 44″ N, 1° 27′ 12″ E |       |
| Jardin antique méditerranéen                  | Hérault             | Balaruc-les-Bains          | 2012  | 43° 26′ 29″ N, 3° 40′ 54″ E |       |
| Jardin de la villa Antonine                   | Hérault             | Béziers                    | 2022  | 43° 20′ 20″ N, 3° 13′ 49″ E |       |
| Plateau des poètes                            | Hérault             | Béziers                    | 2020  | 43° 21′ 41″ N, 3° 13′ 21″ E |       |
| Parc et jardin du château de Margon           | Hérault             | Margon                     | 2004  | 43° 29′ 11″ N, 3° 18′ 21″ E |       |
| Jardin public de la Motte                     | Hérault             | Mauguio                    | 2015  | 43° 36′ 57″ N, 4° 00′ 36″ E |       |
| Parc de Flaugergues                           | Hérault             | Montpellier                | 2004  | 43° 36′ 40″ N, 3° 55′ 05″ E |       |
| Jardin des plantes                            | Hérault             | Montpellier                | 2022  | 43° 36′ 51″ N, 3° 52′ 24″ E |       |
| Jardin méditerranéen                          | Hérault             | Roquebrun                  | 2020  | 43° 30′ 04″ N, 3° 01′ 49″ E |       |
| Jardin de Saint-Adrien                        | Hérault             | Servian                    | 2004  | 43° 25′ 32″ N, 3° 18′ 19″ E |       |
| Jardins secrets                               | Lot                 | Cahors                     | 2006  | 44° 26′ 51″ N, 1° 26′ 25″ E |       |
| Jardin de l'ancien couvent de Meyronne        | Lot                 | Meyronne                   | 2015  | 44° 52′ 43″ N, 1° 34′ 34″ E |       |
| Jardin de la Seigneurie                       | Hautes-Pyrénées     | Maubourguet                | 2020  | 43° 28′ 15″ N, 0° 02′ 09″ E |       |
| Jardin Massey                                 | Hautes-Pyrénées     | Tarbes                     | 2004  | 43° 14′ 14″ N, 0° 04′ 26″ E |       |
| Jardin de la poterie Hillen                   | Hautes-Pyrénées     | Thermes-Magnoac            | 2009  | 43° 17′ 12″ N, 0° 36′ 39″ E |       |
| Jardin des plantes Les Capellans              | Pyrénées-Orientales | Saint-Cyprien              | 2022  | 42° 36′ 19″ N, 3° 01′ 49″ E |       |
| Jardin du palais de la Berbie                 | Tarn                | Albi                       | 2009  | 43° 55′ 22″ N, 2° 08′ 43″ E |       |
| Parc Rochegude                                | Tarn                | Albi                       | 2011  | 43° 55′ 38″ N, 2° 08′ 46″ E |       |
| Jardin de l'Évêché                            | Tarn                | Castres                    | 2004  | 43° 36′ 18″ N, 2° 14′ 23″ E |       |
| Jardin de Paradis                             | Tarn                | Cordes-sur-Ciel            | 2004  | 44° 03′ 55″ N, 1° 57′ 10″ E |       |
| Jardin des Martels                            | Tarn                | Giroussens                 | 2006  | 43° 46′ 40″ N, 1° 47′ 47″ E |       |
| Jardin de Laroque                             | Tarn-et-Garonne     | Escatalens                 | 2020  | 43° 59′ 11″ N, 1° 11′ 05″ E |       |
| Jardins de Quercy                             | Tarn-et-Garonne     | Verfeil                    | 2008  | 43° 40′ 09″ N, 1° 41′ 02″ E |       |